# Higo tartomány

Japán tartományok (1868) Higo tartomány kiemelve

Higo tartomány (肥後国; Hepburn: Higo no kuni) egy régi tartománya volt Japánnak azon területen, amely ma a Kumamoto prefektúra, Kjúsú szigetén. Néha Hishūként (肥州) nevezték, a Hizen tartománnyal együtt. Higo határai mentén a Csikugo, Bungo, Hjúga, Ószumi, és a Szacuma tartományok voltak.

## Történelme
Higo kastélyvárosa általában Kumamoto városban volt. A Muromacsi-kor közben, Higo a Kikucsi klánhoz tartozott, de megfosztották birtokuktól a Sengoku-korban, és a tartományt megszállták a szomszédos lordok, beleértve a Simazu klánt Szacumából, amíg Tojotomi Hidejosi lerohanta Kjúsút és Higot a helytartóinak adta, az első Szassza Narimasza volt, később Kató Kijomasza. Katót korán kitaszították a földjeiről, és a régiót a Hoszokava klán kapta.
A Szengoku-korban, Higo volt a kereszténység központja Japánban, és ez még az a hely, ahol Mijamoto Muszasi tartózkodott a Hoszokava daimjó' meghívására amíg befejezte az Az öt elem könyve című művét.
A Meidzsi-korban a Japán tartományokat prefektúrákká alakították át. Japán térképeit és a Higo tartományt megreformálták az 1870-es években. Ugyanekkor, a tartomány létezése fennmaradt még más okok miatt. Például, Higo kifejezetten fontos volt a megegyezéseknél 1894-ben Japán és az USA, illetve Japán és az Egyesült Királyság között.

## Szentélyek és templomok
Aszo-dzsindzsa volt a Sintó szentély vezetője (icsinomija) Higón.

## Történelmi kerületek
- Kumamoto prefektúra
  - Akita kerület (飽田郡) – egybeolvasztva Takuma kerülettel, és Hótaku kerületté váltak (飽託郡) , 1896, április 1-jén.
  - Amakusza kerület (天草郡)
  - Asikita kerület (葦北郡)
  - Aszo kerület (阿蘇郡)
  - Gósi kerület (合志郡) – egybeolvasztva Kikucsi kerületté 1896. április 1-jén.
  - Kikucsi kerület (菊池郡) – felemésztette Gósi kerületet 1896. április 1-jén.
  - Kuma kerület (球磨郡)
  - Masiki kerület (益城郡)
    - Kamimasiki kerület (上益城郡)
    - Simomasiki kerület (下益城郡)

  - Takuma kerület (託麻郡) –  egybeolvasztva Akita kerülettel, és Hótaku kerületté váltak (飽託郡) , 1896, április 1-jén.
  - Tamana kerület (玉名郡)
  - Uto kerület (宇土郡) – nincs megoldva
  - Jamaga kerület (山鹿郡) – egybeolvasztva Jamamoto kerülettel, és Kamoto kerületté váltak (鹿本郡) , 1896, április 1-jén.
  - Jamamoto kerület (山本郡) – egybeolvasztva Jamaga kerülettel, és Kamoto kerületté váltak (鹿本郡) , 1896, április 1-jén.
  - Jacusiro kerület(八代郡)

## Más honlapok
- Murdoch térképe a tartományokról, 1903